# Fajka János
Fajka János (Nagykőrös, 1935. június 15. – Budapest, 2021. november 26.) magyar grafikus iparművész.

## Életpályája
Fajka János 1962-ben végezte el a Magyar Iparművészeti Főiskolát, előtte a nagykőrösi Arany János Gimnáziumban tanult. 1969-ben a különböző technikákban sokoldalúan jártas Fajka János már a Zománcáru Gyárban folytatta kísérleteit, és megjelentek első zománcképei.  1962 és 1976 óta között önálló textil gyártmány tervező és grafikus. Számos díjat kapott – év legszebb terméke, SZOT grafikai pályázat stb. 1970-től kezdve foglalkozik a tűzzománccal. 1969 és 1992 között mintegy 40 hazai és külföldi önálló kiállítást rendezett. Részt vett nemzetközi Biennálékon Limoges-ban, Coburgban. Művei 1996-ban a távol-keleten, Japánban a tokiói és a hirosimai biennálén is sikert arattak. 2000-ben szerepelt a csehországi Fridek-Mistekben rendezett tűzzománc triennálén.

## Külső hivatkozások
- Fajka János honlapja Archiválva 2016. március 4-i dátummal a Wayback Machine-ben